# Wahl zum Abgeordnetenhaus von Berlin 1999
- PDS: 33
- SPD: 42
- Grüne: 18
- CDU: 76

- Regierung: 118
- Opposition: 51

- Regierung: 60
- Tolerierung: 33
- Opposition: 76

Die Wahlen zum Abgeordnetenhaus von Berlin fanden am 10. Oktober 1999 statt.
Infolge der Bezirksgebietsreform wurden parallel zu dieser Wahl nur noch zwölf statt bisher 23 Bezirksverordnetenversammlungen gewählt.
Für die CDU trat, bereits zum fünften Mal, der Regierende Bürgermeister Eberhard Diepgen als Spitzenkandidat an. Die SPD hatte Anfang des Jahres Walter Momper per Urwahl zum Spitzenkandidaten gewählt, er konnte sich hierbei gegen den Fraktionsvorsitzenden im Landesparlament, Klaus Böger, durchsetzen.

## Ergebnis
Anfang des Jahres noch galt ein Sieg der SPD als sicher, insbesondere vor dem Hintergrund der gerade gewonnenen Bundestagswahl 1998. Jedoch geriet die SPD auf Bundesebene durch einen allgemein als wenig geglückt empfundenen Start in die Regierungsverantwortung in einen Negativtrend, der sich im September 1999 in einer Reihe von Wahlniederlagen (Saarland, Brandenburg, Thüringen und Sachsen) äußerte und an deren Ende die Berlinwahl stand. Hinzu kam, dass der Wahlkampf Walter Mompers nicht so positiv wie geplant verlief und Eberhard Diepgen als Landesvater hohe Sympathiewerte verzeichnen konnte.
Für Bündnis 90/Die Grünen trat die Vorsitzende der Abgeordnetenhausfraktion, Renate Künast, und für die FDP der Landesvorsitzende, Rolf-Peter Lange, als Spitzenkandidat an.
Im Ergebnis erzielte die CDU 40,8 % (+3,4 Prozentpunkte) und die SPD 22,4 % (−1,2 Prozentpunkte). Die PDS erzielte Zugewinne in Höhe von 3,1 Prozentpunkten und erreichte 17,7 %. Bündnis 90/Die Grünen kamen auf 9,9 % (−3,3 Prozentpunkte), während der FDP mit 2,2 % (−0,3 Prozentpunkte) die Rückkehr ins Parlament verwehrt blieb.
In Konsequenz des Ergebnisses wurde die große Koalition ein drittes Mal aufgelegt. Eberhard Diepgen blieb Regierungschef, Walter Momper wurde zum Vizepräsidenten des Parlaments gewählt.
| Listen                                 | Listen               | Erststimmen | Erststimmen | Erststimmen | Zweitstimmen | Zweitstimmen | Zweitstimmen | Mandate Gesamt |
| Listen                                 | Listen               | Stimmen     | %           | Mandate     | Stimmen      | %            | Mandate      | Mandate Gesamt |
| -------------------------------------- | -------------------- | ----------- | ----------- | ----------- | ------------ | ------------ | ------------ | -------------- |
|                                        | CDU                  | 662.482     | 42,6        | 46          | 637.311      | 40,8         | 30           | 76             |
|                                        | SPD                  | 386.586     | 24,9        | –           | 349.731      | 22,4         | 42           | 42             |
|                                        | PDS                  | 287.558     | 18,5        | 30          | 276.869      | 17,7         | 3            | 33             |
|                                        | GRÜNE                | 139.930     | 9,0         | 2           | 155.322      | 9,9          | 16           | 18             |
|                                        | REP                  | 1.680       | 0,1         | –           | 41.814       | 2,7          | –            | –              |
|                                        | FDP                  | 28.566      | 1,8         | –           | 34.280       | 2,2          | –            | –              |
|                                        | GRAUE                | 17.905      | 1,2         | –           | 17.559       | 1,1          | –            | –              |
|                                        | TIERSCHUTZ           | –           | –           | –           | 16.732       | 1,1          | –            | –              |
|                                        | NPD                  | 5.726       | 0,4         | –           | 13.038       | 0,8          | –            | –              |
|                                        | PASS                 | 7.653       | 0,5         | –           | 7.583        | 0,5          | –            | –              |
|                                        | KPD/RZ               | –           | –           | –           | 3.390        | 0,2          | –            | –              |
|                                        | NATURGESETZ          | 1.685       | 0,1         | –           | 3.084        | 0,2          | –            | –              |
|                                        | BÜRGERBUND BERLIN    | 1.163       | 0,1         | –           | 2.980        | 0,2          | –            | –              |
|                                        | DL                   | 1.444       | 0,1         | –           | 1.745        | 0,1          | –            | –              |
|                                        | NEUE DEMOKRATIE      | –           | –           | –           | 1.409        | 0,1          | –            | –              |
|                                        | BüSo                 | 198         | 0,0         | –           | 531          | 0,0          | –            | –              |
|                                        | HP                   | 768         | 0,0         | –           | 198          | 0,0          | –            | –              |
|                                        | BID                  | 2.273       | 0,1         | –           | –            | –            | –            | –              |
|                                        | ödp                  | 714         | 0,0         | –           | –            | –            | –            | –              |
|                                        | BFB                  | 646         | 0,0         | –           | –            | –            | –            | –              |
|                                        | VBK                  | 478         | 0,0         | –           | –            | –            | –            | –              |
|                                        | DPD                  | 84          | 0,0         | –           | –            | –            | –            | –              |
|                                        | Einzelbewerber       | 6.843       | 0,4         | –           | –            | –            | –            | –              |
| Gesamt                                 | Gesamt               | 1.554.382   | 100         | 78          | 1.563.576    | 100          | 91           | 169            |
|                                        |                      |             |             |             |              |              |              |                |
| Ungültige Stimmen                      | Ungültige Stimmen    | 27.470      | 1,7         |             | 17.646       | 1,1          |              |                |
| Abgegebene Stimmen                     | Abgegebene Stimmen   | 1.581.852   | –           |             | 1.581.222    | –            |              |                |
| Ausgefallene Stimmen                   | Ausgefallene Stimmen | 555         | 0,0         |             | 1.185        | 0,1          |              |                |
| Wähler                                 | Wähler               | 1.582.407   | 65,5        |             | 1.582.407    | 65,5         |              |                |
| Wahlberechtigte                        | Wahlberechtigte      | 2.414.493   |             |             | 2.414.493    |              |              |                |
|                                        |                      |             |             |             |              |              |              |                |
| Quelle: Bericht der Landeswahlleiterin |                      |             |             |             |              |              |              |                |